# 方明 (教育家)
方明（1917年4月—2008年3月2日），原名方培玉，男，江苏无锡人，中华人民共和国教育家、社会活动家，曾任中国民主促进会中央委员会常务委员、顾问，第五、六、七、八届全国政协委员。

## 生平
1935年春参加革命，1937年加入中国共产党。1949年加入中国民主促进会。